# Schagai (Spiel)

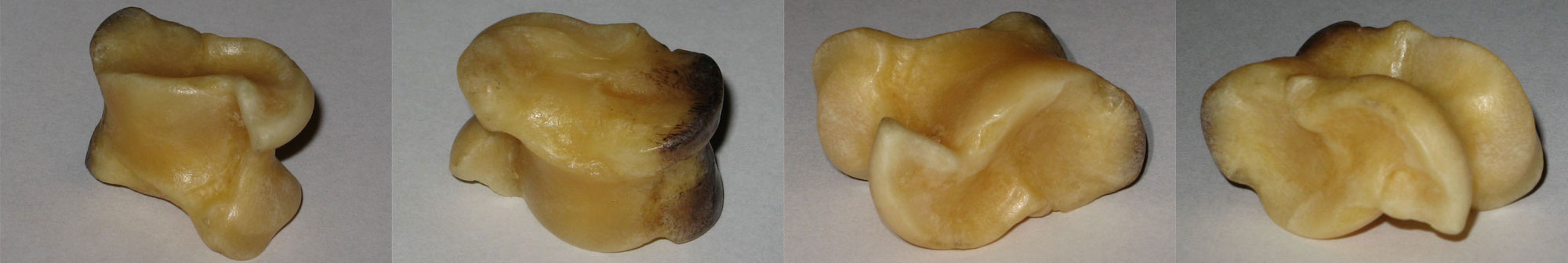
Schafknöchel in den Positionen:
Kamel, Pferd, Schaf, Ziege

Schagai (mongolisch шагай) bezeichnet eine Gruppe von vor allem in der Mongolei bekannten Geschicklichkeitsspielen, welche mit Schafknöcheln gespielt werden.

## Schagain Charval
Bei dieser Spielvariante (übersetzt: "Knöchel-Schießen") hält der Spieler eine schmale Holzschiene in der einen Hand, auf welcher ein einzelner Knöchel liegt. Dieser wird mit dem Mittelfinger der anderen Hand in Richtung eines mehrere Meter entfernten Kastens geschnipst. In diesem befinden sich weitere Knochenteilchen, die getroffen werden müssen. Unter anderem werden Meisterschaften zu dieser Variante auch als Nebenveranstaltung an Naadam-Festen abgehalten.
2014 wurde das Knöchel-Schießen in die Repräsentative Liste des immateriellen Kulturerbes der Menschheit der UNESCO aufgenommen.